# 로우랜드 지방

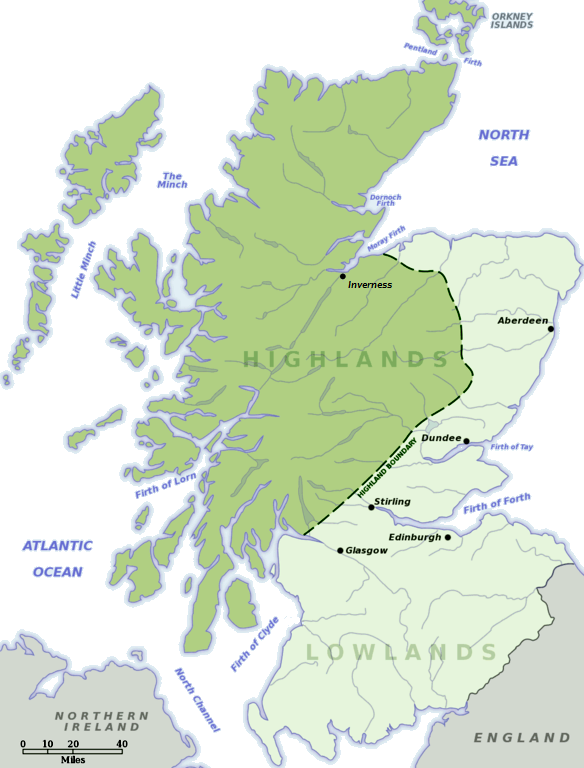
하일랜드와 롤런드

로우랜드 지방(영어: Lowlands, 스코틀랜드 게일어: a' Ghalldachd, 스코트어: the Lallans)은 스코틀랜드를 양분하는 역사적, 문화적 지역이다. 행정 중심은 에든버러이다.
로우랜드는 고지대에 해당되는 하이랜드 지방과는 달리 평지와 구릉지로 이뤄진 것이 특징이다. 에든버러, 글래스고 같은 대도시가 이 지방에 위치해 있으며 비옥한 농지와 유적지, 도시 등이 집중되어 있다. 인구밀도가 낮은 하이랜드에 비해 스코틀랜드 인구 대부분을 차지하며 개발도도 훨씬 높다.
스코틀랜드 문화에서 저지대와 고지대는 중세 후기에서 오늘날에 이르기까지 오랜 세월 동안 분화되어 왔으며, 특히 언어 면에서는 저지 스코트어가 스코틀랜드 게일어를 밀어내고 널리 쓰이는 형편이다.

## 명칭
'로우랜드' (Lowlands)는 영어로 저지대 지역을 뜻하는 말이기는 하지만 지형 구분에 따른 공식적인 지역명이나 행정구역명은 아니며 문화권에 가깝다. 하이랜드의 스코틀랜드 게일어와는 구분되는 스코트어 사용권이자, 스코틀랜드 역사와 씨족 관계에서 구분되는 지역이다.
지리적으로 더 확실히 구분한다면 로우랜드 내에서도 북부에 해당되는 센트럴로우랜드 (Central Lowlands)와 남부 일대의 고지대를 가리키는 서던업랜드 (Southern Upland)로 나뉘며, 그냥 '로우랜드'라고 했을 시 센트럴로우랜드를 가리키는 경우가 많다. 또 전체 스코틀랜드 내에서 최남단 지역, 즉 잉글랜드-스코틀랜드 경계 일대의 변경지역을 스코티시보더스 (Scottish Borders)라고 부르며, 간혹 이들 지역을 하이랜드 지방과 구분하기도 한다.

## 지리
로우랜드 지방과 하이랜드 지방을 나누는 경계는 서쪽의 클라이드만과 접한 헬렌스버러부터 동쪽의 스톤헤이번까지이다. 로우랜드 지방은 이 경계를 기준으로 남동부를 차지하고 있다. 다만 두 지역이 저지대, 고지대에 따른 지형 구분으로 나뉜 것은 아니다. 로우랜드 내에서도 상술한 서던업랜드 일대의 머릭 (Merrick)은 해발고도가 843m에 달할 정도로 고지대인 반면, 하이랜드 지방의 아일러 같은 섬 지역은 완전한 저지대에 해당된다. 로우랜드 지방 북서부의 평야지대 역시 문화적으로는 하이랜드 지방에 속한 것으로 보기도 한다.
지질학의 경계층을 기준으로 삼는다면 예로부터 로우랜드 지방에 속하는 주는 에어셔, 버릭셔, 클라크매넌셔, 덤프리스셔, 이스트로디언, 파이프, 킨로스셔, 커크커드브라이트셔, 래너크셔, 미들로디언, 피블레스셔, 렌프루셔, 록스버러셔, 셀커크셔, 웨스트로디언, 위그타운셔가 해당된다.